# Chinchippus peruvianus
Chinchippus peruvianus är en spindeldjursart som beskrevs av Chamberlin 1920. Chinchippus peruvianus ingår i släktet Chinchippus och familjen Ammotrechidae. Inga underarter finns listade i Catalogue of Life.